# Vlastimil Válek
Vlastimil Válek (* 17. května 1960 Brno) je český politik a lékař – radiodiagnostik, od prosince 2021 místopředseda vlády Petra Fialy a ministr zdravotnictví ČR, od října 2017 poslanec Poslanecké sněmovny PČR. V období od ledna do října 2021 předseda Poslaneckého klubu TOP 09, v letech 2012 až 2016 zastupitel Jihomoravského kraje, v letech 2010 až 2021 zastupitel městské části Brno-Líšeň, od roku 2019 do roku 2023 místopředseda TOP 09 a od listopadu 2023 její první místopředseda.

## Život
Narodil se v Brně. Dětství prožil v Poštorné a v Břeclavi, kde vystudoval gymnázium. Poté absolvoval obor Všeobecné lékařství na Lékařské fakultě UJEP v Brně (dnes Masarykova univerzita). Promoval v roce 1985 a získal titul MUDr. Následně začal žít v Brně.
V roce 1985 nastoupil jako lékař do Fakultní nemocnice Brno-Bohunice, kde v současnosti vede Kliniku radiologie a nukleární medicíny. Zaměřuje se na radiodiagnostiku a intervenční léčbu nádorů v oblasti břicha. Publikuje v odborných českých i zahraničních zdravotnických časopisech a pravidelně přednáší na zahraničních kongresech a univerzitách. Od roku 2012 je náměstkem ředitele Fakultní nemocnice Brno pro společné vyšetřovací a léčebné složky. Pro období let 2014 až 2017 byl zvolen předsedou České radiologické společnosti České lékařské společnosti J. E. Purkyně.
Od roku 1993 působí také na Lékařské fakultě MU, kde se věnuje výzkumu a výuce budoucích lékařů. Zastává pozici profesora radiologie. Angažuje se rovněž jako předseda Akademického senátu Lékařské fakulty MU.
Vedle lékařské profese se věnuje pomoci zrakově postiženým – pravidelně se podílí na organizování Běhu radiologů pro Světlušku. [zdroj?] Žákům základních škol přibližuje medicínu a studium na Masarykově univerzitě prostřednictvím projektu „Stojí za to se učit“. Působil v mezinárodní organizaci Červený kříž, po roce 1989 byl ještě jako mladý lékař krátce republikovým místopředsedou této organizace. [zdroj?]
Vlastimil Válek je ženatý a má čtyři děti. Žije v Brně, v městské části Brno-Líšeň. Mezi jeho zájmy patří cimbálová muzika, sborový zpěv, literatura a české umění.
V listopadu 2024 uvedl, že u něj byla zjištěna rakovina prostaty v časném stádiu. Lékaři  provedli  Válkovi chirurgický výkon týden po oznámení nálezu.

## Politické působení
Do politiky vstoupil, když byl v komunálních volbách v roce 2010 zvolen jako nestraník za TOP 09 zastupitelem Městské části Brno-Líšeň. V roce 2013 do TOP 09 vstoupil a ve volbách v roce 2014 mandát zastupitele městské části obhájil, když vedl v Líšni kandidátku TOP 09.
V komunálních volbách v roce 2014 kandidoval také za TOP 09 do Zastupitelstva města Brna, ale neuspěl.
V krajských volbách v roce 2012 byl ještě jako nestraník za TOP 09 zvolen na kandidátce subjektu TOP 09 a Starostové pro Jihomoravský kraj zastupitelem Jihomoravského kraje. Původně byl na 24. místě kandidátky, ale díky preferenčním hlasům skončil třetí. Ve volbách v roce 2016 post krajského zastupitele obhajoval už jako člen TOP 09 na kandidátce subjektu TOP 09 s podporou starostů a Žít Brno, ale neuspěl. V krajských volbách v roce 2020 kandidoval v uskupení SPOLU pro Moravu, koalice 5 stran do zastupitelstva JMK (TOP 09, Zelení, Moravské zemské hnutí, Idealisté a LES), ale neuspěl.
Ve volbách do Poslanecké sněmovny PČR v roce 2013 kandidoval jako člen TOP 09 v Jihomoravském kraji, ale neuspěl, skončil jako první náhradník. Ve volbách v roce 2017 byl lídrem TOP 09 v Jihomoravském kraji a byl zvolen poslancem.
V komunálních volbách v roce 2018 kandidoval do Zastupitelstva města Brna jako lídr kandidátky TOP 09, byl tudíž i kandidátem této strany na post primátora města. TOP 09 se však do zastupitelstva nedostala. Obhájil však post zastupitele městské části Brno-Líšeň, když kandidoval jako člen TOP 09 na kandidátce subjektu SPOLU V LÍŠNI, koalice KDU-ČSL, TOP 09 a nestraníci. V březnu 2021 na mandát zastupitele městské části rezignoval.
V listopadu 2019 byl zvolen místopředsedou TOP 09 (získal 108 hlasů) a po rezignaci Miroslava Kalouska v lednu 2021 také předsedou Poslaneckého klubu TOP 09. V listopadu 2021 obhájil post místopředsedy TOP 09, získal 163 ze 181 hlasů (tj. 90 % hlasů).
Ve volbách do Poslanecké sněmovny PČR v roce 2021 kandidoval z pozice člena TOP 09 na 3. místě kandidátky koalice SPOLU (tj. ODS, KDU-ČSL a TOP 09) v Jihomoravském kraji a byl znovu zvolen poslancem. Dne 12. října 2021 jej ve funkci předsedy Poslaneckého klubu TOP 09 vystřídal kolega Jan Jakob.
V listopadu 2021 se stal kandidátem TOP 09 na post místopředsedy vlády a ministra zdravotnictví ČR ve vznikající vládě Petra Fialy (tj. koalice SPOLU a PirSTAN). V polovině prosince 2021 jej do funkce prezident ČR Miloš Zeman jmenoval, a to na zámku v Lánech.
V listopadu 2023 byl na sněmu TOP 09 zvolen 1. místopředsedou strany. Jakožto jediný kandidát získal 167 hlasů od 177 delegátů (tj. 94 %) a měl tedy větší důvěru než předsedkyně strany Markéta Pekarová Adamová. Válek ve funkci 1. místopředsedy strany nahradil Tomáše Czernina.
Ve volbách do Poslanecké sněmovny PČR v roce 2025 kandiduje z pozice člena TOP 09 na 3. místě kandidátky koalice SPOLU (tj. ODS, KDU-ČSL a TOP 09) v Jihomoravském kraji.

## Kritika a kontroverze
Koncem roku 2020 zahájil krajský předseda Jihomoravské organizace TOP 09 Válek společně se senátorem Tomášem Třetinou vnitrostranickou akci proti svým stranickým oponentům Janu Vitulovi a Petru Kuncovi ze stejné organizace z důvodu machinací v povolebním vyjednávání do zastupitelstva JMK. Vnitrostranické disciplinární řízení nakonec vedlo k jejich vyloučení z TOP 09 dne 28. ledna 2021. Oba vyloučení považují své vyloučení za nespravedlivé.